# Цунан

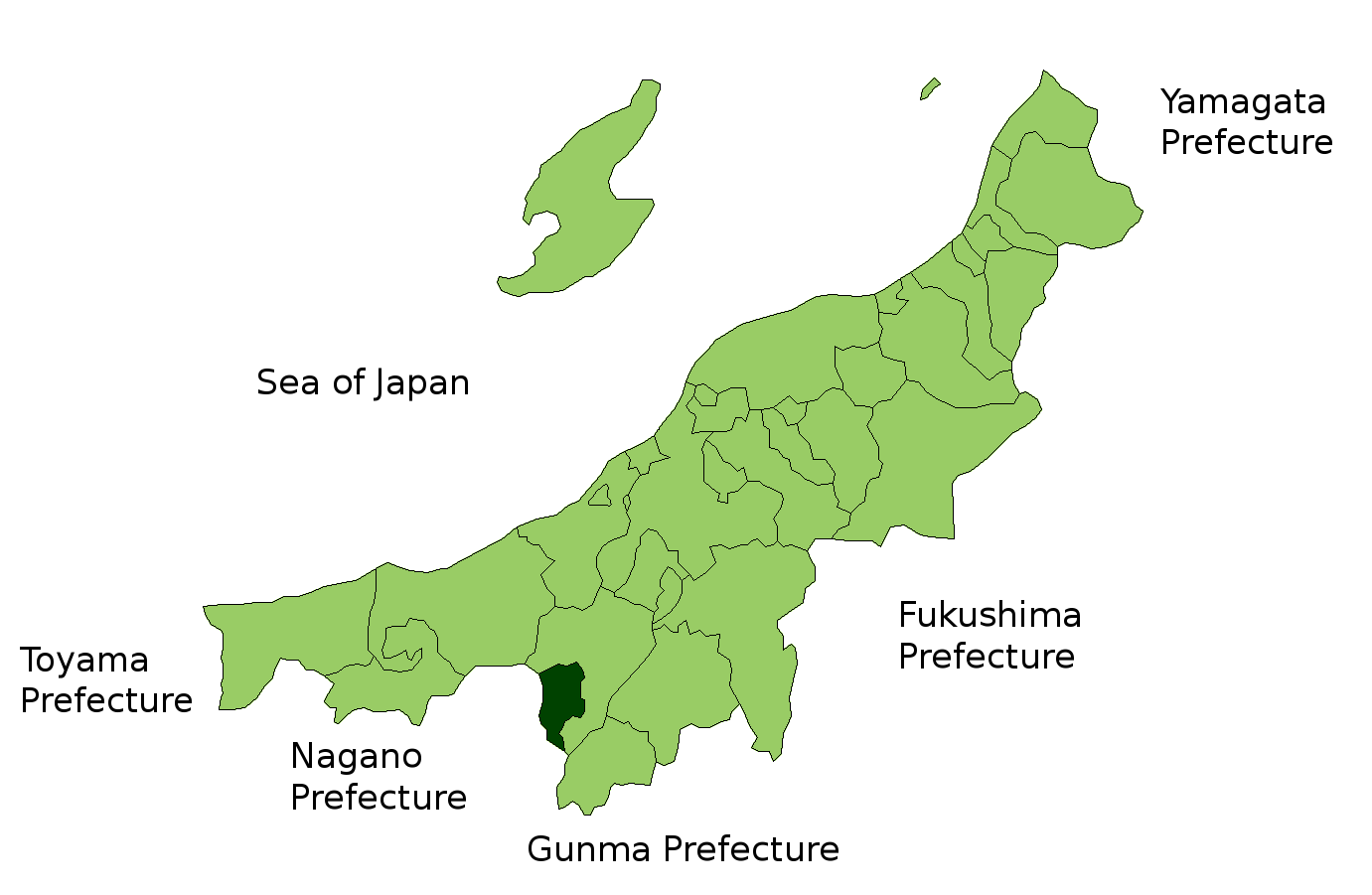

37°01′ пн. ш. 138°39′ сх. д. / 37.017° пн. ш. 138.650° сх. д.
Цуна́н (яп. 津南町, つなんまち, МФА: [t͡sunaɴ mat͡ɕi̥]) — містечко в Японії, в повіті Нака-Уонума префектури Ніїґата. Станом на 1 квітня 2009 площа містечка становила 170,28 км². Станом на 1 червня 2011 населення містечка становило 10 786 осіб.